# Guddethota, Koppa
Guddethota là một làng thuộc tehsil Koppa, huyện Chikmagalur, bang Karnataka, Ấn Độ.